# Мъгленска епархия (Римокатолическа църква)
 Тази статия е за римокатолическата епархия.  За едната православна вижте Леринска, Преспанска и Еордейска епархия.  За другата вижте Воденска, Пелска и Мъгленска епархия.
Мъгленската епархия (на латински: Dioecesis Moglaenensis) е титулярна епископия на Римокатолическата църква с номинално седалище в македонския град Струмица, Република Македония. Епархията е подчинена на Охридската архиепископия. Като титулярна епископия е установена в 1933 година.
Титулярни епископи
| Име            | Име                      | Управление                         | Забележка                             | Години                             |
| -------------- | ------------------------ | ---------------------------------- | ------------------------------------- | ---------------------------------- |
| Йоан Сучиу     | Ioan Suciu               | 22 юни 1940 – 27 юни 1953          |                                       | 4 декември 1907 – 27 юни 1953      |
| Антонио Корсо  | Antonio Corso            | 30 юли 1958 – 26 февруари 1966     | в епископ на Малдонадо Пунта дел Есте | 14 февруари 1916 – 2 октомври 1989 |
| Едуард О'Лиъри | Edward Cornelius O’Leary | 16 ноември 1970 – 16 октомври 1974 | в епископ на Портланд                 | 21 август 1920 – 2 април 2002      |
| Жан Витавонг   | Jean Khamsé Vithavong    | 19 ноември 1982                    |                                       | 18 октомври 1942                   |